# Diathraustodes similis
Diathraustodes similis là một loài bướm đêm trong họ Crambidae.